# Olympische Geschichte der Sowjetunion
Die sowjetische Olympiamannschaft (russisch Олимпийская сборная СССР; Aussprache [sovjɛtskaja oɫɨmpiːskaja komanda]/ Transkription Sowetskaja olimpiskaja komanda; olympischen Landerkürzel URS) war bis zur Auflösung der Sowjetunion, im Jahre 1991, die erfolgreichste Nationenmannschaft, die je an den Olympischen Spielen teilgenommen hat.

## Geschichte
Die Olympischen Spiele des 20. Jahrhunderts wurden stark durch die Leistungen durch Sportler aus der Sowjetunion geprägt, obwohl sich die UdSSR erst 1951 dem Internationalen Olympischen Komitee (IOC) anschloss. Bis 1937 war die UdSSR Mitglied der Roten Sportinternationale, einer Massenorganisation der Komintern, die gegen den bürgerlichen Sport und die Olympischen Spiele agitierte. Außerdem wurde die Sowjetunion erst 1922 gegründet und viele Unions- bzw. Teilrepubliken erst später an die Sowjetunion angegliedert. Eine Anschauung der Olympischen Spiele nach dem Zweiten Weltkrieg lässt sich ohne Wissen über die politischen Ereignisse gar nicht erklären. Alle Olympischen Spiele von 1952 bis 1988 sind von der Teilung der Welt in zwei unterschiedliche Ideologien geprägt, die sich in vielen Duellen zwischen den Mannschaften aus der Sowjetunion und der USA zeigte.
Nach dem Ende des Zweiten Weltkrieges wurde der Wettkampf der beiden aus dem Weltkrieg entstandenen Siegermächte, der Sowjetunion und der USA, immer sichtbarer. Diese Zeit des Auf- und Wettrüstens der beiden Mächte, der so genannte Kalte Krieg, spielte nicht nur im militärischen Bereich eine Rolle, sondern wurde auch auf den Sportbereich übertragen.
Deshalb wurde von beiden Seiten viel Geld und Aufwand investiert, um die eigenen Sportler auf dem Siegerpodest zu sehen und dem Verlierer zu zeigen, dass das eigene System dem jeweils anderen überlegen sei.
Bis zur Auflösung der Sowjetunion im Jahr 1991 war die olympische Mannschaft der Sowjetunion die erfolgreichste Mannschaft überhaupt. Mit dem Zerfall der Sowjetunion wurde auch die sowjetische Olympiamannschaft aufgelöst.
Bei den Olympischen Sommerspielen 1992 in Barcelona, Spanien sowie bei den Olympischen Winterspielen 1992 in Albertville, Frankreich gab es eine Art Sowjetische Olympiamannschaft unter dem Namen Vereintes Team. Diese bestand aus Athleten aus allen Nachfolgestaaten der Sowjetunion mit Ausnahme der Baltischen Staaten. Auch diese Olympischen Sommerspiele konnten die Sportler mit dem Gewinn von 45 Gold-, 38 Silber- und 29 Bronzemedaillen vor den USA und dem wiedervereinigten Deutschland für sich entscheiden. Bei den Olympischen Winterspielen in Frankreich lief es für die Sportler weniger erfreulich, sie gewannen zwar mit 9 Gold-, 6 Silber- und 8 Bronzemedaillen viele Medaillen, trotzdem reichten es nur zum zweiten Platz hinter Deutschland. Das waren die einzigen Auftritte des Vereinten Teams bei den Olympischen Spielen.

## Sportförderung
Durch die Unterstützung der sowjetischen Regierung, deren Plan es war, den „Klassenfeind USA“ im sportlichen Wettkampf zu besiegen, hatte die Sportförderung in der Sowjetunion eine sehr hohe Bedeutung.
Die Sportler aus der Sowjetunion stellten eine im Vergleich zur Bevölkerung des Landes überproportionale Zahl von Europa- und Weltrekorden in vielen Sportarten auf.
Der große Erfolg der sowjetischen Sportler ist stark mit der systematischen Sportförderung in der UdSSR verknüpft. Das lag vor allem an dem, auf Grund der frühen Förderung, meist noch im Kindesalter beginnenden langen und intensiven Training, das z. B. bei den Turnern schon mit sechs Jahren begann.
Gründe, warum die Sowjetische Regierung den Spitzensport förderte, sind unter anderem internationales Prestige und der Wunsch, die Überlegenheit des Sozialismus zu demonstrieren und dem Feind im Kalten Krieg, den USA, ihre Macht aufzuzeigen.
Durch diesen Weg der Sportförderung, der zum Ziel hatte, die westlichen kapitalistischen Länder im Sport zu besiegen, wurden auch Opfer und gesundheitliche Dauerschäden in Kauf genommen.

## Doping
Doping war, wie man heute sicher weiß, ein bewährtes Mittel, um die angestrebten Leistungen und die Ziele der sowjetischen Führung zu erreichen. Vielen war nicht klar, wie stark Doping auf den Körper eines Sportlers einwirken kann, deshalb wurden Dopingmittel von vielen Sportlern eingenommen. Teilweise wurden sowjetische Leistungssportler auch ohne ihr Wissen von Trainern und Sportärzten gedopt, was oft zu schweren Dauerschäden nach dem Karriereende führte. Bei internationalen Kontrollen fiel die Sowjetunion jedoch nicht häufiger als andere Länder auf. Doch seit in den 1990er Jahren das Thema Doping und Kontrollen weltweit eine immer größere Rolle spielt, werden auch viele sowjetische Sportler des Dopings bezichtigt.

## Erfolge in den Olympischen Sommerspielen

### 1952in Helsinki
Olympische Sommerspiele in Helsinki, Finnland: Die Sowjetunion nahm zum ersten Mal bei den Olympischen Spielen teil. Obwohl der Staat schon 1922 gegründet wurde, hatte man vorher alle Spiele abgesagt. Die sowjetischen Sportler gewannen 22 Gold-, 30 Silber- und 19 Bronzemedaillen und belegten den zweiten Platz hinter den USA mit 40 Gold-, 19 Silber- und 17 Bronzemedaillen.
- Nina Romaschkowa gewann im Diskuswurf die erste Goldmedaille und wurde gleichzeitig die erste Olympiasiegerin der Sowjetunion überhaupt.

### 1956in Melbourne
Olympische Sommerspiele in Melbourne, Australien: Die sowjetische Mannschaft gewann mit 37 Gold-, 39 Silber- und 32 Bronzemedaillen überlegen die Mannschaftswertung vor den USA und Australien. Die sowjetischen Sportler mussten Buhrufe über sich ergehen lassen, da nur wenige Wochen vor den Spielen die Rote Armee den Ungarischen Volksaufstand blutig zerschlagen hatte. Daraufhin sagten Mannschaften wie die Schweiz, die Niederlande oder Spanien die Spiele in Melbourne ab.
- Wladimir Kuz gewann im Finale des olympischen 10.000-Meter-Rennens und ließ der Konkurrenz keine Chance. Das 5000-Meter-Rennen fünf Tage später war nur eine Formsache und Kuz gewann seine zweite Goldmedaille.

### 1960in Rom
Olympische Sommerspiele in Rom, Italien: Die Sowjetunion gewann 43 Gold-, 29 Silber- und 31 Bronzemedaillen vor den USA mit einem Medaillenspiegel von 34 Gold-, 21 Silber- und 16 Bronzemedaillen.
- Der sowjetischen Turner Boris Schachlin gewann vier Gold-, zwei Silber- und eine Bronzemedaille, seine Landsfrau Larissa Latynina drei Gold-, zwei Silber- und eine Bronzemedaille.

### 1964in Tokio
Olympische Sommerspiele in Tokio, Japan: Die Sowjetunion gewann 30 Gold-, 31 Silber- und 28 Bronzemedaillen, verlor aber die Mannschaftswertung im Medaillenspiegelvergleich mit den USA, die 36, 26 und 28 Medaillen gewinnen konnten.
- Die Turnerin Larissa Latynina holte sechs Medaillen und führt bis heute die ewige Bestenliste als erfolgreichste Sportlerin an.

### 1968in Mexiko-Stadt
Olympische Sommerspiele in Mexiko-Stadt, Mexiko: Die sowjetische Sportler gewinnen mit 45 Gold-, 32 Silber- und 30 Bronzemedaillen den Gesamt-Medaillenspiegel der Nationen vor den USA, die mit 29 Gold-, 28 Silber- und 34 Bronzemedaillen den zweiten Platz belegen.
- Der sowjetische Turner Wladimir Artjomow gewann bei fünf Teilnahmen an Turndisziplinen viermal Gold und einmal Silber. Zu beachten sind bei diesen Spielen die extremen Verhältnisse, denn die Spiele fanden in einer Höhe von über 2200 Meter über NN statt und forderten bei vielen Sportlern ihren Tribut.

### 1972in München
Olympische Sommerspiele in München, Deutschland: Die sowjetischen Sportler erweisen sich mit 50 Gold-, 27 Silber- und 22 Bronzemedaillen einmal mehr als stärkste Nation vor den USA, die mit 33 Gold-, 31 Silber- und 30 Bronzemedaillen geschlagen wurden.
- Der sowjetische Leichtathlet Walerij Borsow gewann die Goldmedaillen im 100- und 200-Meter-Lauf der Herren und eine Silbermedaille mit seiner Mannschaft im Staffellauf.

### 1976in Montréal
Olympische Sommerspiele in Montréal, Kanada: Die Sportler aus der Sowjetunion gewannen den Gesamt-Medaillenspiegel der Nationen mit insgesamt 49 Gold-, 41 Silber- und 35 Bronzemedaillen vor der Mannschaft aus der DDR, die 40 Gold-, 25 Silber- und 25 Bronzemedaillen gewannen und den US-amerikanischen Sportler, die 34 Gold-, 35 Silber- und 25 Bronzemedaillen gewannen.
- Der Turner Nikolai Andrianow gewann vier Gold-, zwei Silber- und eine Bronzemedaille.
- Die sowjetische Basketballmannschaft der Frauen gewann ihre erste Goldmedaille.

- Der sowjetische Pentathlet Borys Onyschtschenko, ein Mitglied der olympischen Pentathlonmannschaft bei den Spielen, wurde disqualifiziert, da er einen manipulierten Degen verwendete. Daraufhin wurde die gesamte Pentathlonmannschaft der Sowjetunion disqualifiziert.

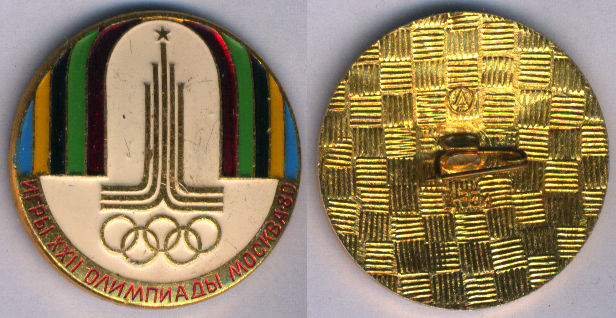
Symbol der Olympischen Spiele von Moskau

### 1980in Moskau
Olympische Sommerspiele in Moskau, Sowjetunion, heute Russland: Die sowjetische Mannschaft gewinnt überragend mit 81 Gold-, 69 Silber- und 46 Bronzemedaillen vor der DDR mit 47, 37 und 42 gewonnenen Medaillen.
Der Boykott der US-amerikanischen Mannschaft sowie vieler weiterer westlicher Länder – auch der Bundesrepublik Deutschland – auf Grund des Einmarsches der Sowjetarmee in Afghanistan überschattete die Spiele.
- Der sowjetische Turner Alexander Ditjatin war der erfolgreichste Sportler der Spiele, er gewann in allen Turnwettbewerben der Männer eine Medaille und war damit der erste Sportler, der acht olympische Medaillen in einem Jahr gewinnen konnte.

### 1988in Seoul
Olympische Sommerspiele in Seoul, Südkorea: Die sowjetische Mannschaft gewinnt den Medaillenspiegelvergleich mit 55 Gold-, 30 Silber- und 45 Bronzemedaillen vor den Sportlern aus der DDR, die mit 37, 35 und 30 gewonnenen Medaillen die zweitbeste Mannschaft vor den USA mit nur 36, 31 und 27 Medaillen werden. Das war der letzte Auftritt von sowjetischen Sportlern bei Olympischen Sommerspielen, abgesehen von dem vereinten Team von Barcelona 1992.
- Der Turner Wladimir Artjomow gewinnt vier Goldmedaillen.

## Geschichtliches und Politisches zu den Olympischen Sommerspielen

### Von 1924 bis 1936
Auf der IOC-Session 1923 in Rom wurde die Frage aufgeworfen, ob der Sowjetsport oder aber eine Sportvertretung von Exil-Russen integriert werden sollte. Das IOC vermied es, hierzu eine klare Stellung zu beziehen, und einigte sich darauf, dass keine russische Sportorganisation zu den Olympischen Spielen 1924 in Paris einzuladen sei. Tatsächlich aber hatte die UdSSR beziehungsweise die höchste Sportinstanz, der Oberste Rat für Körperkultur (ORfK), gar nicht die Absicht, sich dem IOC anzuschließen. Um alle Zweifel über die Position des Sowjetsports auszuräumen, verfasste das Exekutivkomitee der Roten Sportinternationale (deren wichtigster Bestandteil der ORfK war) auf seiner Sitzung vom 30. Januar 1924 eine Presseerklärung, die besagte,
„dass die Sportorganisationen des Bundes Sozialistischer Sowjetrepubliken in keinerlei Beziehungen zu den bürgerlichen Sportorganisationen stehen und in dem Internationalen Olympiaden-Komitee keinerlei Vertreter haben. Die Tatsache, dass Fürst Urusow sich Vertreter Russlands im genannten Organ nennt, ist eine Usurpation, wie sie für das russische Weißgardistentum charakteristisch ist.“ Urusow blieb in der Tat, den IOC-Statuten entsprechend, Mitglied des IOC; obwohl er keinen Kontakt zu sowjetischen Sportinstitutionen hatte.
Die UdSSR blieb konsequenterweise allen Olympischen Spielen in der Zwischenkriegszeit fern, so auch den Spielen von 1936 in Berlin. Dies geschah nicht als Zeichen des Protestes gegen das Nazi-Regime, sondern war der Tatsache geschuldet, dass die UdSSR weiterhin nicht dem IOC angehörte und somit ohnehin nicht an Olympischen Spielen teilnehmen konnte.

### 1948in London
Olympische Sommerspiele in London und Olympische Winterspiele in St. Moritz: Die Sowjetunion verzichtete auf ihre Teilnahme, da die Staatsführung keine Aussichten auf den ersten Platz im Medaillenspiegel sah.

### 1980in Moskau
Olympische Sommerspiele in Moskau, Sowjetunion: Durch den Boykott der USA und der Bundesrepublik Deutschland sowie anderer westlicher Länder werden Wettbewerbe wie Reiten, das Schwimmen und Leichtathletik erheblich in ihrem sportlichen Wert gemindert. Die Spiele sind von Siegen aus der Sowjetunion und der DDR geprägt. Bei diesen Spielen stellten die sowjetischen Sportler den bisherigen Rekord für den Gewinn von Medaillen bei den Olympischen Spielen auf, der bis heute noch nicht überboten werden konnte.
Trotz des Boykotts vieler Länder starteten 80 Mannschaften, das waren nur zwölf weniger als bei den Olympischen Spielen 1976 in Montreal, beim Boykott von Seiten afrikanischer Staaten.

### 1984in Los Angeles
Olympische Sommerspiele in Los Angeles, USA: Im Mai 1984, kündigte die Sowjetunion an, dass sie die Einladung nach Los Angeles ablehnt, „aus Furcht um die Sicherheit ihrer Athleten angesichts der antisowjetischen und antikommunistischen Aktivitäten in den USA“. Die genauen Hintergründe sind unbekannt, als wahrscheinlich wird eine Revanche für den Boykott der Moskauer Spiele durch die USA angenommen. Des Weiteren verzichteten die Sportler aus Kuba, Afghanistan, Bulgarien, ČSSR, Äthiopien, der DDR, Ungarn, Laos, Mongolei, Nordkorea, Polen, der Südjemen und Vietnam auf die Spiele in den USA. Als einziges Ostblockland startete Rumänien.

## Olympische Winterspiele

### 1956in Cortina d’Ampezzo
Olympische Winterspiele in Cortina d’Ampezzo, Italien: Die Sowjetunion nahm zum ersten Mal bei den Olympischen Spielen teil, obwohl das Land im Jahre 1922 gegründet wurde, hat man alle bisherigen Sommer- sowie Winterspiele abgesagt. Bei den ersten Olympischen Winterspielen gewinnen die sowjetischen Sportler gleich auf Anhieb die meisten Medaillen. Mit 7 Gold-, 3 Silber- und 6 Bronzemedaillen wird die Mannschaft vor Österreich mit 4, 3 und 4 sowie Schweden mit 2, 4 und 4 Medaillen zum Sieger. Die Mannschaft aus Norwegen verliert mit 2, 1 und 1 Medaillen nicht nur die Mannschaftswertung, sondern auch ihre bisherige Vormachtstellung bei den Olympischen Winterspielen.
- Die sowjetische Eishockeymannschaft der Männer gewann bei ihrem ersten olympischen Auftritt die Goldmedaille.
- Der Eisschnellläufer Jewgeni Grischin gewann im 500- sowie beim 1500-Meter-Rennen die Goldmedaille. Er sollten bei weiteren olympischen Auftritten mehr Medaillen folgen, des Weiteren stellte er Rekorde auf.

### 1960in Squaw Valley
Olympische Winterspiele in Squaw Valley, USA: Wie schon vor vier Jahren in Cortina d’Ampezzo gewinnt die Mannschaft der Sowjetunion vor der wiedererstarkten Mannschaft aus Norwegen mit 7 Gold-, 5 Silber- und 9 Bronzemedaillen die meisten Medaillen.
- Die sowjetische Eisschnellläuferin Lidija Skoblikowa gewann zwei der vier neuen Eisschnelllaufwettbewerbe, dies war der Anfang einer beispielhaften olympischen Laufbahn.

### 1964in Innsbruck
Olympische Winterspiele in Innsbruck, Österreich: Die Mannschaft der Sowjetunion gewinnt mit 11 Gold-, 8 Silber- und 6 Bronzemedaillen erneut die meisten Medaillen vor der Mannschaft aus Norwegen mit 3 Gold-, 6 Silber- und 6 Bronzemedaillen sowie der Gastgebermannschaft aus Österreich mit 4 Gold-, 5 Silber- und 3 Bronzemedaillen.
- Lidija Skoblikowa gewann alle vier Eisschnelllaufwettbewerbe der Frauen. Sie wurde damit die erste Sportlerin, die vier Medaillen innerhalb einer Winterolympiade gewann.

### 1968in Grenoble
Olympische Winterspiele in Grenoble, Frankreich: Die Sowjetische Wintersportler gewinnen 5 Gold-, 5 Silber- und 3 Bronzemedaillen werden aber in der Gesamt-Nationenwertung von den Sportlern aus Norwegen, die insgesamt 6 Gold-, 6 Silber- und 2 Bronzemedaillen gewannen auf den zweiten Platz verwiesen.
- Die sowjetische Eishockeymannschaft, kurz Sbornaja, gewann wie 1964 das olympische Eishockeyturnier.

### 1972in Sapporo
Olympische Winterspiele in Sapporo, Japan: Die Sportler aus der Sowjetunion dominieren die diesjährigen Spiele mit einem Medaillenspiegel von 8 Gold-, 5 Silber- und 3 Bronzemedaillen vor der Mannschaft der DDR die mit 4 Gold-, 3 Silber- und 7 Bronzemedaillen den zweiten Platz belegen.
- Die sowjetische Langläuferin Galina Kulakowa gewann in allen drei Ski-Langlaufwettbewerben der Frauen eine Goldmedaille: über 5 und 10 Kilometer und mit der sowjetischen Mannschaft im Staffelwettbewerb.

### 1976in Innsbruck
Olympische Winterspiele in Innsbruck, Österreich: Bei diesen Olympischen Winterspielen sind die beiden stärksten Mannschaften, die sowjetische mit einem Medaillenspiegel von 13 Gold-, 6 Silber- und 8 Bronzemedaillen sowie die Mannschaft der DDR mit 7 Gold-, 5 Silber- und 7 Bronzemedaillen.
- Das Eishockeyteam der UdSSR, kurz Sbornaja, gewann zum vierten Mal in Folge die Goldmedaille.

### 1980in Lake Placid
Olympische Winterspiele in Lake Placid, USA: Die Mannschaft der DDR konnte zum ersten Mal mit 9 Gold-, 7 Silber- und 7 Bronzemedaillen mehr Medaillen gewinnen, als die Mannschaft der Sowjetunion, die aber in ihrer Bilanz auf 10 Gold-, 6 Silber- und 6 Bronzemedaillen blicken können und somit dank einer Goldmedaille mehr als die DDR den ersten Platz im Medaillenspiegel einnahm.
- Der Langläufer Nikolai Simjatow gewann die Rennen über 50 und 30 Kilometer sowie die Staffel über 4 × 10 Kilometer mit der sowjetischen Mannschaft.

### 1984in Sarajevo

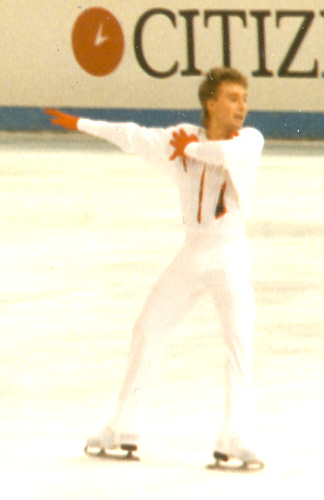
Eiskunstlaufen, wie hier bei Alexander Fadejew, wurde von vielen sowjetischen Läufern geprägt

Olympische Winterspiele in Sarajevo, Jugoslawien (heute Bosnien und Herzegowina): Die Sportler der Sowjetunion gewinnen mit 6 Gold-, 10 Silber- und 9 Bronzemedaillen wieder die meisten Medaillen im gesamten Wettbewerb, doch auf Grund der höheren Wertung der Goldmedaille bei Olympischen Spielen gewinnen die Sportler aus der DDR die Nationenwertung mit einem Medaillenspiegel von 9 Gold-, 9 Silber- und 6 gewonnenen Bronzemedaillen.
- Die sowjetische Eishockeymannschaft gewann ihre insgesamt sechste Goldmedaille in der Geschichte der Olympischen Winterspiele.
- Der Eisschnellläufer Igor Malkow gewann die Goldmedaille über 10.000 Meter sowie die Silbermedaille im 5000-Meter-Rennen.

### 1988in Calgary
Olympische Winterspiele in Calgary, Kanada: Die Mannschaften der Sowjetunion und der DDR liefern sich erneut ein Kopf-an-Kopf-Rennen, das die sowjetische Mannschaft mit 10 Gold-, 9 Silber- und 7 Bronzemedaillen vor der DDR mit 9 Gold-, 10 Silber- und 6 Bronzemedaillen für sich entscheiden konnte. Dies war der letzte Auftritt von sowjetischen Sportlern bei Olympischen Sommerspielen, wenn man von dem vereinten Team von Barcelona 1992 absieht.
- Die sowjetische Eishockeymannschaft gewinnt ihre siebte Goldmedaille, die ihre letzte bleiben sollte.
- Die Biathletin Tamara Tichonowa gewann zwei Gold- im 20-Kilometer-Einzel und 4-mal-5-Kilometer-Rennen der Mannschaft sowie die Silbermedaille im 5-Kilometer-Einzel.

## Sommer-Paralympics

### 1988in Seoul
Sommer-Paralympics in Seoul, Südkorea: Die sowjetischen Sportler gewannen bei ihrem ersten und gleichzeitig letzten Auftritt bei Sommer-Paralympics 21 Gold-, 19 Silber- und 15 Bronzemedaillen und erreichten einen zwölften Platz im Medaillenspiegel.

## Winter-Paralympics

### 1988in Innsbruck
Winter-Paralympics in Innsbruck, Österreich: Die sowjetischen Sportler gewannen bei ihrem ersten und gleichzeitig letzten Auftritt bei Winter-Paralympics zwei Bronzemedaillen und erreichten den 15. Platz.

## Rückblick
Die sowjetischen Sportler haben während der Zeit ihres Bestehens bei den Olympischen Spielen viele Rekorde gebrochen und Medaillen gewonnen. Viele dieser Leistungen sind auf den enormen Einsatz der sowjetischen Partei zurückzuführen, die viel Geld investierte, um die Sportwettbewerbe zu dominieren. Diese Zielsetzung zeigte sich schon bei den ersten Teilnahmen 1952 und 1956. Der Vier-Jahres-Rhythmus der Spiele schlug sich auch in der Jugendförderung nieder, die gezielt bestimmte Jahrgänge aussuchte. Diese wurden dann in den jeweiligen Sportinternaten im Land trainiert.

## Träger der Fahne bei der Eröffnungsfeier

### Olympische Sommerspiele
| Jahr | Athlet              | Sportart     |
| 1952 | Jakow Kuzenko       | Gewichtheben |
| 1956 | Alexei Medwedew     | Gewichtheben |
| 1960 | Juri Wlassow        | Gewichtheben |
| 1964 | Juri Wlassow        | Gewichtheben |
| 1968 | Leonid Schabotinski | Gewichtheben |
| 1972 | Alexander Medwed    | Ringen       |
| 1976 | Nikolai Balboschin  | Ringen       |
| 1980 | Nikolai Balboschin  | Ringen       |
| 1988 | Alexander Karelin   | Ringen       |

### Olympische Winterspiele
| Jahr | Athlet               | Sportart       |
| 1956 | Oleg Gontscharenko   | Eisschnelllauf |
| 1960 | Nikolai Sologubow    | Eishockey      |
| 1964 | Jewgeni Grischin     | Eisschnelllauf |
| 1968 | Wiktor Mamatow       | Biathlon       |
| 1972 | Wjatscheslaw Wedenin | Langlauf       |
| 1976 | Wladislaw Tretjak    | Eishockey      |
| 1980 | Alexander Tichonow   | Biathlon       |
| 1984 | Wladislaw Tretjak    | Eishockey      |
| 1988 | Andrei Bukin         | Eiskunstlaufen |